# Međuljići
Međuljići (en serbe cyrillique : Међуљићи) est un village de Bosnie-Herzégovine. Il est situé dans la municipalité de Gacko et dans la république serbe de Bosnie. Selon les premiers résultats du recensement bosnien de 2013, il ne compte plus aucun habitant.

## Démographie

### Évolution historique de la population dans la localité
| 1948 | 1953 | 1961 | 1971 | 1981 | 1991 | 2013 |
| ---- | ---- | ---- | ---- | ---- | ---- | ---- |
| -    | -    | 112  | 93   | 87   | 66,  | 0    |

|  |

### Répartition de la population par nationalités (1991)
En 1991, les 66 habitants du village étaient tous Musulmans (Bosniaques).